# Ectot-lès-Baons
 Ectot-lès-Baons  es una población y comuna francesa, en la región de Alta Normandía, departamento de Sena Marítimo, en el distrito de Rouen y cantón de Yerville.

## Demografía
| 249 | 232 | 317 | 355 | 355 | 383 |
| Para los censos de 1962 a 1999 la población legal corresponde a la población sin duplicidades (Fuente: INSEE [Consultar]) |     |     |     |     |     |